# Bazilika Gospe Begonjske
Bazilika Matere Božje Begonjske (špansko Basílica de Nuestra Señora de Begoña, baskovsko Begoñako Andra Mari) je cerkev v okrožju Begoña v Bilbau, glavnem mestu baskovske pokrajine Biskaja v Španiji. Marijino svetišče škofije Bilbao nosi naslov manjše bazilike. Gotska cerkev, ki izvira iz 16. in 17. stoletja, je uvrščena na seznam Bien de Interés Cultural.

## Prejšnja stavba
Današnja bazilika je bila zgrajena na mestu prejšnje lesene stavbe. Po popisu iz leta 1503 je imela ta verjetno dimenzije glavne ladje današnje cerkve, kor je bil zgrajen v kamnu. V njem so častili Marijo iz Begoñe iz 13. ali 14. stoletja, ki se v baskovščini imenuje Amatxu. Prevladoval je velik oltar v flamskem slogu, saj je vseboval 14 plošč s podobami iz Marijinega življenja. Lahko bi imel podobno konfiguracijo kot oltarna slika v samostanski cerkvi Zenarruza, vendar v večjem obsegu.

## Gradnja bazilike
Gradnja triladijske bazilike iz apnenca se je začela v začetku 16. stoletja in je temeljila na načrtih Sancha Martíneza de Asega, stolp pa je zasnoval Martín de Garita. Sestavljena je iz široke glavne ladje s poligonalno apsido in dveh nekoliko nižjih stranskih ladij, ki sta prekriti s prečno rebrastim obokom iz 17. stoletja in stojita na desetih močnih valjastih stebrih. Osvetlitev poteka skozi velika bočna lancetna okna. Skozi stoletje, ko se je delo nadaljevalo, se je enotni potek gotskega sloga nekoliko spreminjal, saj je bil sredi 16. stoletja glavni portal zasnovan kot veličasten manierističen slavolok, ki zelo spominja na kastiljska dela Rodriga Gila de Hontañóna. Ostalo ohranja prej omenjeni enotni gotski slog, čeprav kor kaže poseben slog svojega graditelja. Dela so financirali zlasti prebivalci Bilbaa, katerih ščiti kronajo stebre osrednje ladje. Prikazujejo embleme mestnih trgovcev in cehov. Podobo Device je bilo v novo cerkev mogoče prenesti šele decembra 1603, kjer so jo postavili na skromen oltar. Leta 1607 je zgodovinar in umetnik Francisco Mendieta v novo posvečeni cerkvi naslikal poročni prizor. Leta 1640 so arhitektu in kiparju Pedru de la Torreju naročili izdelati oltar, ki bi nadomestil skromnega, ki ga je naslikal Mendieta. Izvedba te oltarne slike je bila na koncu zaupana Antoniju de Alloytizu, kiparju iz Forutxe.

## Napoleonske in karlistične vojne
Begoño je vojna prizadela 5. avgusta 1808, ko so napoleonske čete pod poveljstvom generala Christophe-Antoinea Merlina opustošile mesto in svetišče ter ubile župnika. V zadnji fazi vojne je Begoña zaradi prevladujočega položaja nad mestom dobila strateški pomen. To dejstvo je vodilo do velike škode na stavbi.
V prvi karlistični vojni (1833-1840) je general Zumalacárregui zaradi te strateške lokacije Begoño izbral za namestitev topniške baterije med obleganjem Bilbaa, zaradi česar je bila prednostna tarča za oblegane čete v cerkvi. Zumalacarregui je bil smrtno ranjen v bližini bazilike, zaradi česar je bazilika postala romarsko mesto karlistov. Čeprav je do umika karlistov leta 1835 ostala skoraj nedotaknjen, so liberalne sile, da bi ga sovražnik ne uporabil, spodkopale zvonik in podrle del obokov ter jih tako uničile. Leto kasneje so karlistični vojaki ponovno poskušali zajeti Bilbao, toda tokrat je bila liberalna vojska tista, ki je zasedla Begoño in jo spremenila v trdnjavo. Vojaki so ves inventar uporabili kot gorivo. Podoba Device je bila rešena, ker so jo njeni občudovalci preventivno prinesli v cerkev Santiago (današnja stolnica v Bilbau). Popis, ki ga je vlada naročila leta 1838, nakazuje na dotrajano stanje cerkve in nakazuje, da »nima niti najnujnejših stvari«.
Dela za popravilo cerkve je plačal župnijski svet, saj je bil kapitelj Begoñe po vojni v stečaju, 1. avgusta 1841 pa je bil podoba vrnjena v njeno svetišče. Dela na novem stolpu so bila končana leta 1850. Leta 1862 je strela udarila v vrh stolpa, nakar je bil nameščen strelovod. Iz tega obdobja je tudi sedanja oltarna slika, neobaročno delo Modesta Echániza iz leta 1869.
Leta 1873 se je vojna vrnila v Begoño in svetišče spet spremenila v trdnjavo, najprej karlistov, ki so sliko vzeli s seboj, ko so bili pregnani. Potem ko so baziliko zasedli liberalci, je trpela zaradi nenehnega bombardiranja in več poskusov požiga in tudi tukaj se je stolp podrl nad obokom ladje.

## Druga rekonstrukcija in sodobne predelave
Obnovitvena dela so se znova začela leta 1876, tretjič pa so dosegla vrhunec leta 1881 z dograditvijo stolpa. V koru so veličastne romantične orgle, ki so jih leta 1884 zgradili v Parizu iz pomembne Cavaillé-Coll, leta 1911 pa so jih razširili. Novi stolp je bil ponovno porušen leta 1900, po kronanju Marijine podobe. 27. marca 1908 je papež Pij X. cerkvi podelil rang manjše bazilike. Leta 1928 je bila cerkev ponovno posvečena z novim stolpom, ki je delo arhitekta Joséja Marie Basterre. 16. avgusta 1942 je na izhodu iz bazilike na skupino karlistov padla bomba, domnevno falangisti, ki je ranila več ljudi. Cerkev je bila poškodovana.
V letih po liturgični reformi so odstranili veliko razstavno svetišče ob vznožju Device, prav tako pa tudi kipe apostolov, ki so označevali stebre ladje. Leta 1993 so bila izvedena dela za čiščenje zidov in popravilo ure in zvonov stolpa.